# La Française des Jeux (wielerploeg)/2008
Deze pagina geeft een overzicht van de wielerploeg La Française des Jeux in 2008.
| Naam                | Geboortedatum | Nationaliteit | Ploeg 2007              |
| ------------------- | ------------- | ------------- | ----------------------- |
| Sandy Casar         | 02-02-1979    | Frankrijk     |                         |
| Sébastien Chavanel  | 21-03-1981    | Frankrijk     |                         |
| Mikaël Cherel       | 17-03-1986    | Frankrijk     |                         |
| Jérôme Coppel       | 06-08-1986    | Frankrijk     | Beloften                |
| Carlos Da Cruz      | 20-12-1974    | Frankrijk     |                         |
| Mickaël Delage      | 06-12-1984    | Frankrijk     |                         |
| Rémy Di Grégorio    | 31-07-1985    | Frankrijk     |                         |
| Aurélien Duval      | 29-06-1988    | Frankrijk     | Stagiair vanaf 01-08    |
| Arnaud Gérard       | 06-10-1984    | Frankrijk     |                         |
| Philippe Gilbert    | 05-07-1982    | België        |                         |
| Tim Gudsell         | 17-02-1984    | Nieuw-Zeeland |                         |
| Frédéric Guesdon    | 14-10-1971    | Frankrijk     |                         |
| Jawhen Hoetarovitsj | 29-11-1983    | Wit-Rusland   | Roubaix Lille Metropole |
| Lilian Jégou        | 20-01-1976    | Frankrijk     |                         |
| Sébastien Joly      | 25-06-1979    | Frankrijk     |                         |
| Matthieu Ladagnous  | 12-12-1984    | Frankrijk     |                         |
| Yoann Le Boulanger  | 04-11-1975    | Frankrijk     | Bouygues Télécom        |
| Guillaume Levarlet  | 25-07-1985    | Frankrijk     | Auber '93               |
| Gianni Meersman     | 05-12-1985    | België        | Discovery Channel       |
| Christophe Mengin   | 03-09-1968    | Frankrijk     |                         |
| Cyrille Monnerais   | 21-02-1981    | Frankrijk     |                         |
| Francis Mourey      | 08-12-1980    | Frankrijk     |                         |
| Yoann Offredo       | 12-11-1986    | Frankrijk     | Beloften                |
| Antony Roux         | 18-04-1987    | Frankrijk     | Beloften                |
| Jérémy Roy          | 22-06-1983    | Frankrijk     |                         |
| Tom Stubbe          | 26-05-1981    | België        | Chocolade Jacques       |
| Jelle Vanendert     | 19-02-1985    | België        |                         |
| Benoît Vaugrenard   | 05-01-1982    | Frankrijk     |                         |
| Jussi Veikkanen     | 29-03-1981    | Finland       |                         |

1997 · 1998 · 1999 · 2000 · 2001 · 2002 · 2003 · 2004 · 2005 · 2006 · 2007 · 2008 · 2009 · 2010 · 2011 · 2012 · 2013 · 2014 · 2015 · 2016 · 2017 · 2018 · 2019 · 2020 · 2021 · 2022 · 2023 · 2024 · 2025
AG2R-La Mondiale · Astana · Bouygues Télécom · Caisse d'Epargne · Cofidis, Le Crédit par Téléphone · Team Columbia · Crédit Agricole · Team CSC · Euskaltel-Euskadi · La Française des Jeux · Team Gerolsteiner · Lampre-Fondital · Liquigas-Bianchi · Team Milram · Silence-Lotto · Quick·Step-Innergetic · Rabobank · Saunier Duval-Scott